# Pedro Nolasco González y Soto
Pedro Nolasco González y Soto (Jerez de la Frontera; 26 de septiembre de 1849 -  3 de julio de 1946), I marqués de Torresoto, empresario bodeguero jerezano, hijo del fundador de González Byass.

## Biografía
Segundo hijo varón de Manuel María González Ángel y Victorina de Soto y Lavaggi. Su padre había creado González Byass, que de un pequeño negocio de exportación de vinos en 1835 había pasado a ser la principal bodega del marco de Jerez ya en 1861, superando las ventas de Domecq y Garvey. Recibió el nombre de Pedro Nolasco por su abuelo materno Pedro Nolasco de Soto, un acaudalado comerciante indiano de Briviesca que, tras hacer fortuna en México, se estableció en Cádiz.
Al igual que sus hermanos, recibió una esperada e internacional educación, que unida a su natural elocuencia y talento para los idiomas hizo de él en todo un políglota. A los diez años, le enviaron a Tours a cargo de un preceptor francés, y con catorce entró en el prestigioso Edwards College de Liverpool. Finalizada allí su formación, paso una temporada en Alemania.
De vuelta en Jerez en 1866, entró a trabajar en la bodega familiar. Mientras que su primo Julio González Hontoria se perfilaba como eventual sucesor en la dirección de la empresa, para Pedro Nolasco su padre reservó un rol comercial, enfocado en la apertura y sustento de los mercados extranjeros. Esta importante función -González Byass era eminentemente una sociedad de exportación- le llevó a recorrer toda Europa y lugares entonces tan remotos como Rusia o la India.
En 1919, el rey Alfonso XIII le confirió el título de marqués de Torresoto de Briviesca, rango que ya disfrutaba su hermano Manuel Críspulo, al que la regente María Cristina había hecho marqués de Bonanza en 1902. La merced rememoraba el antiguo marquesado de Torresoto, un título entonces extinto que en el siglo XVII ostentó Francisco de Soto y Guzmán, oriundo de Briviesca como los Soto Lavaggi y de quien éstos probablemente se tenían por descendientes.
Distinguido con la llave de gentilhombre de cámara con ejercicio en 1908 y la gran cruz de la orden de Isabel la Católica en 1925, por sus múltiples relaciones comerciales en el extranjero fue también cónsul honorario de Suecia en Jerez, y vicecónsul de Alemania y Portugal. Algunas de estas representaciones diplomáticas continúan a cargo de la bodega en la actualidad.
Gran amante del deporte, el marqués de Torresoto introdujo en Jerez el polo y el tenis -construyó las primeras canchas y pistas que se recuerdan-, y promovió con éxito el tiro de pichón, una modalidad de caza deportiva que alcanzó gran popularidad en la zona, y a la que era también muy aficionado el rey Alfonso XIII.

## Familia
Contrajo matrimonio con María Nicolasa Gordon y Moreno (1859-1942), hija del bodeguero José Carlos Gordon y Villaverde y de María del Rosario Moreno y de la Serna, de los condes de los Andes. El bisabuelo, Jacobo Arturo Gordon, escocés de raigambre aristocrática, llegó a Jerez para hacerse cargo del próspero negocio de vinos de su tío Arthur Gordon, desprovisto de herederos. La bodega Gordon, que éste fundó en 1772, estaba situada en las antiguas atarazanas.
Los marqueses de Torresoto tuvieron doce hijos:
- Pedro Nolasco (1878-1967), II marqués de Torresoto, casado con Ángeles Díez y Gutiérrez y, ya viudo, con su hermana Mercedes Díez y Gutiérrez, hijas del bodeguero Salvador Díez y Pérez de Muñoz.
- María de las Mercedes (1879-1936), casada con Manuel Domecq y Nuñez de Villavicencio, I vizconde de Almocadén.
- María Victoria (1882-1887).
- María Dolores (1884-1977), casada con Manuel Guerrero Lozano.
- Manuel María (1886-1980), IV marqués de Bonanza, casado con Emilia Díez y Gutiérrez, también hija de Salvador Díez.
- Emilia (1888).
- Margarita (1889-), casada con su primo Cristóbal de la Quintana y González.
- Carlos (1894-1965), casado con Emilia Rivero y Dávila, nieta del VII marqués de Villamarta.
- Ricardo (1894-1944), casado con su prima Mercedes Gilbey y Gordon.
- Gabriel (1896-1977), casado con su prima Hilda Gilbey y Gordon.
- Álvaro (1898-1973), casado con María Teresa Velasco Sarrá.